# Mauro Iglesias
Mauro Iglesias (ur. 15 sierpnia 2000 w Monte Chingolo) – argentyński skater specjalizujący się w jeździe po streecie, olimpijczyk z Paryża 2024.

## Wyniki
| Impreza            | Rok         | Gospodarz      | street |                      |      |       |    |
| ------------------ | ----------- | -------------- | ------ | -------------------- | ---- | ----- | -- |
| Impreza            | Rok         | Gospodarz      | street | Igrzyska olimpijskie | 2024 | Paryż | 10 |
| Mistrzostwa świata | 2018 (2019) | Rio de Janeiro | 69     |                      |      |       |    |
| Mistrzostwa świata | 2022 (2023) | Szardża        | 29     |                      |      |       |    |
| Mistrzostwa świata | 2023        | Tokio          | 18     |                      |      |       |    |